# Elios Pronni
Elios Pronni (in greco Eλειού-Πρόννων?) è un ex comune della Grecia nella periferia delle Isole Ionie (unità periferica di Cefalonia) con 3 840 abitanti secondo i dati del censimento 2001.
È stato soppresso a seguito della riforma amministrativa, detta Programma Callicrate, in vigore dal gennaio 2011 ed è ora compreso nel comune di Cefalonia.
Occupa la parte sud orientale dell'isola di Cefalonia. Il capoluogo è Pastra.
Il doppio nome deriva da Eliò (in greco ?Eλειός), mitico re che avrebbe governato nella zona di Skala e Pronnoi (in greco ?Πρόννοι), nome di una città di epoca classica identificabile con l'odierna Poros.
Il comune è stato istituito nel 1997 in seguito alla riforma amministrativa Kapodistrias.
Sede del consiglio comunale è il villaggio di Pastra ma i suoi centri più importanti sono Skala e Poros.

## Località
Elios Pronni è suddiviso nelle seguenti comunità (i nomi dei villaggi tra parentesi):
- Agia Eirini
- Agios Nikolaos
- Arginia
- Chionata (Chionata, Kolaitis, Thiramonas)
- Markopoulo (Markopoulo, Kateleios, Kato Kateleios)
- Mavrata
- Pastra (Pastra, Kremmydi)
- Poros (Poros, Asprogerakas, Kampitsata, Riza, Tzanata)
- Skala (Skala, Aleimmatas, Fanies, Ratzakli)
- Valerianos (Valerianos, Atsoupades, Plateies)
- Xenopoulo (Xenopoulo, Andriolata, Kapandriti)

## Economia
Il turismo si è sviluppato in maniera impetuosa dall'ultimo decennio del XX secolo, grazie soprattutto all'apertura della strada litoranea da Skala a Poros. Vi sono stati aperti numerosi alberghi di categoria superiore con una capacità ricettiva di circa 1600 posti letto nel solo litorale di Skala. La tradizionale economia rurale è stata nettamente stravolta. Sussiste ancora la pastorizia nell'entroterra del comune.